# Grafen von Grögling-Hirschberg

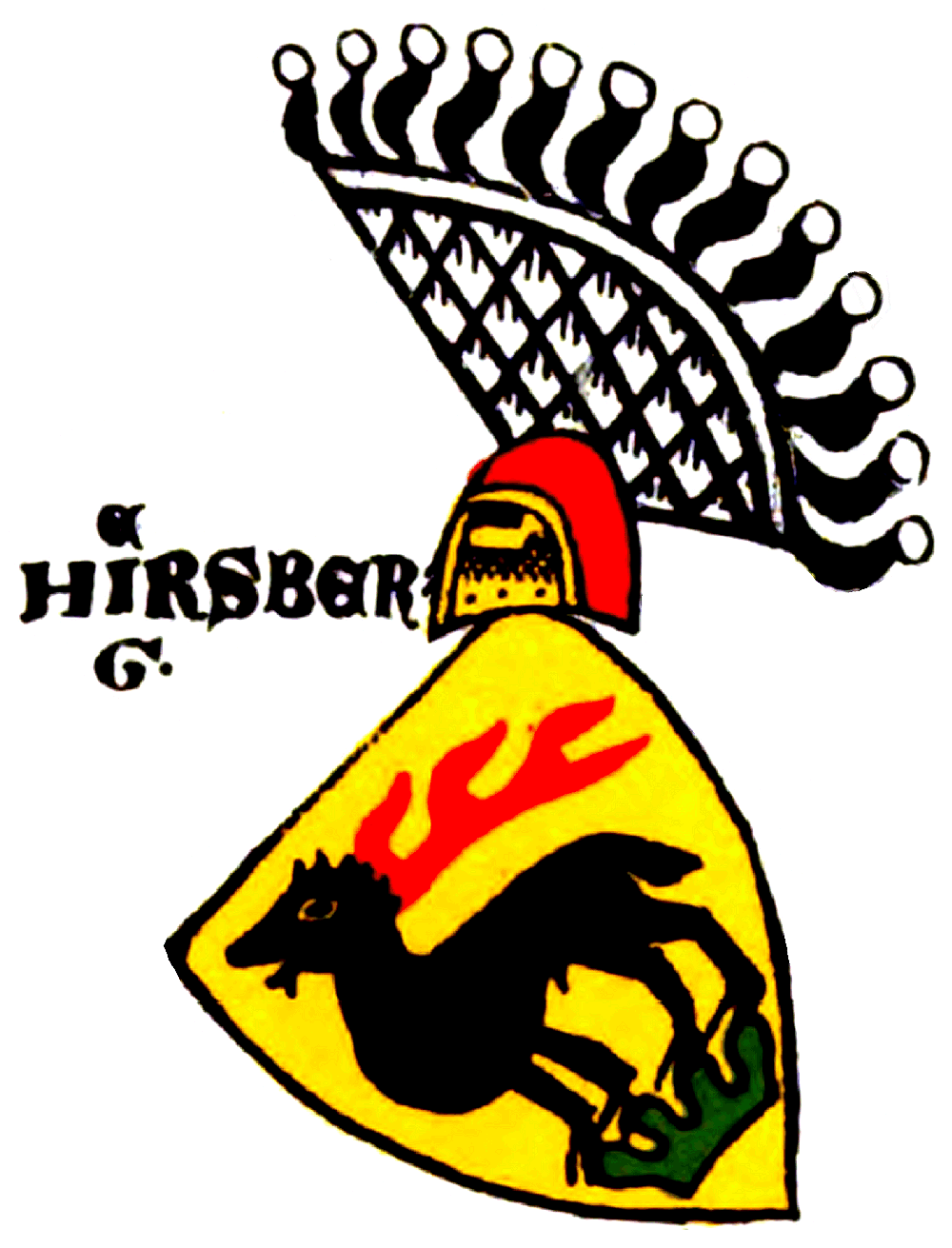
Wappen der Grafen von Hirschberg in der Zürcher Wappenrolle, ca. 1340

Die Grafen von Grögling-Hirschberg, auch Grafen von Hirschberg, waren ein oberpfälzisch-mittelfränkisches Adelsgeschlecht vom 12. bis Anfang des 14. Jahrhunderts.

## Herkunft und Name
Die Herkunft des Grafengeschlechts ist nicht sicher feststellbar. Fest steht, dass es zuerst unter den Namen Grafen von Ottenburg, Grögling, Dollnstein  erschien; zu Grögling (Chregelingen; bei Dietfurt an der Altmühl auf der Wasserburg Turmhügelburg Grögling) saß das Geschlecht um das Jahr 1100, zu Dollnstein nach 1139. Sowohl Grögling als auch Dollnstein hatte das Adelsgeschlecht vom Bischof von Eichstätt als Lehen erhalten. Wann die Herren von Grögling-Dollnstein ihre (Hirschberger) Grafschaft mit den Untergauen Kelsgau, Rudmarsberg und Sulzgau, die 1004 von der Markgrafschaft auf dem Nordgau abgetrennt worden war, vom Kaiser verliehen bekamen, ist nicht geklärt.
Den Beinamen Ottenburg führte es nach der Grafschaft Ottenburg um Glonn und Amper bei Freising, mit Sitz auf Schloss Ottenburg, die ihnen ebenfalls gehörte. Den Hauptnamen Hirschberg legte sich das Geschlecht zu, nachdem es bereits mehr als drei Jahrzehnte auf Burg Hirschberg, am nördlichen Altmühlhang oberhalb von Beilngries ansässig war. Die erste Nennung stammt von 1205.
Das Grafengeschlecht, das im oberpfälzisch-fränkischen Altmühlgebiet mit breit gestreutem Besitz eine dominierende Stellung einnahm, gebot über 122 Dörfer nicht nur in der territorial selbständigen Grafschaft Hirschberg, sondern über weitere Orte in der Grafschaft Sulzbach. Die Herren von Hirschberg waren mit den Grafen von Sulzbach, den Grafen von Oettingen, mit den Herzögen von Bayern und mit den gräflichen Häusern von Württemberg und Tirol verwandt. Als die Grafen von Sulzbach 1188 ausstarben, kamen Teile von deren Besitz in den Besitz der Herren von Hirschberg.

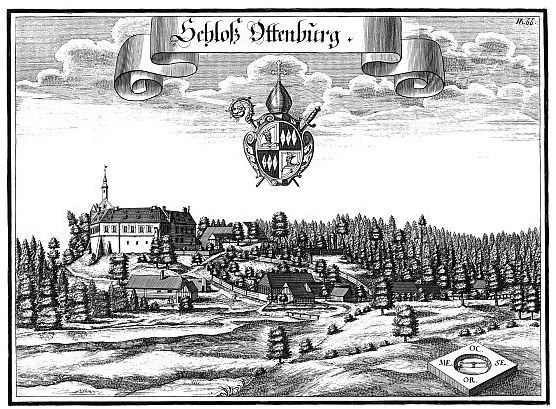
Schloss Ottenburg um 1700
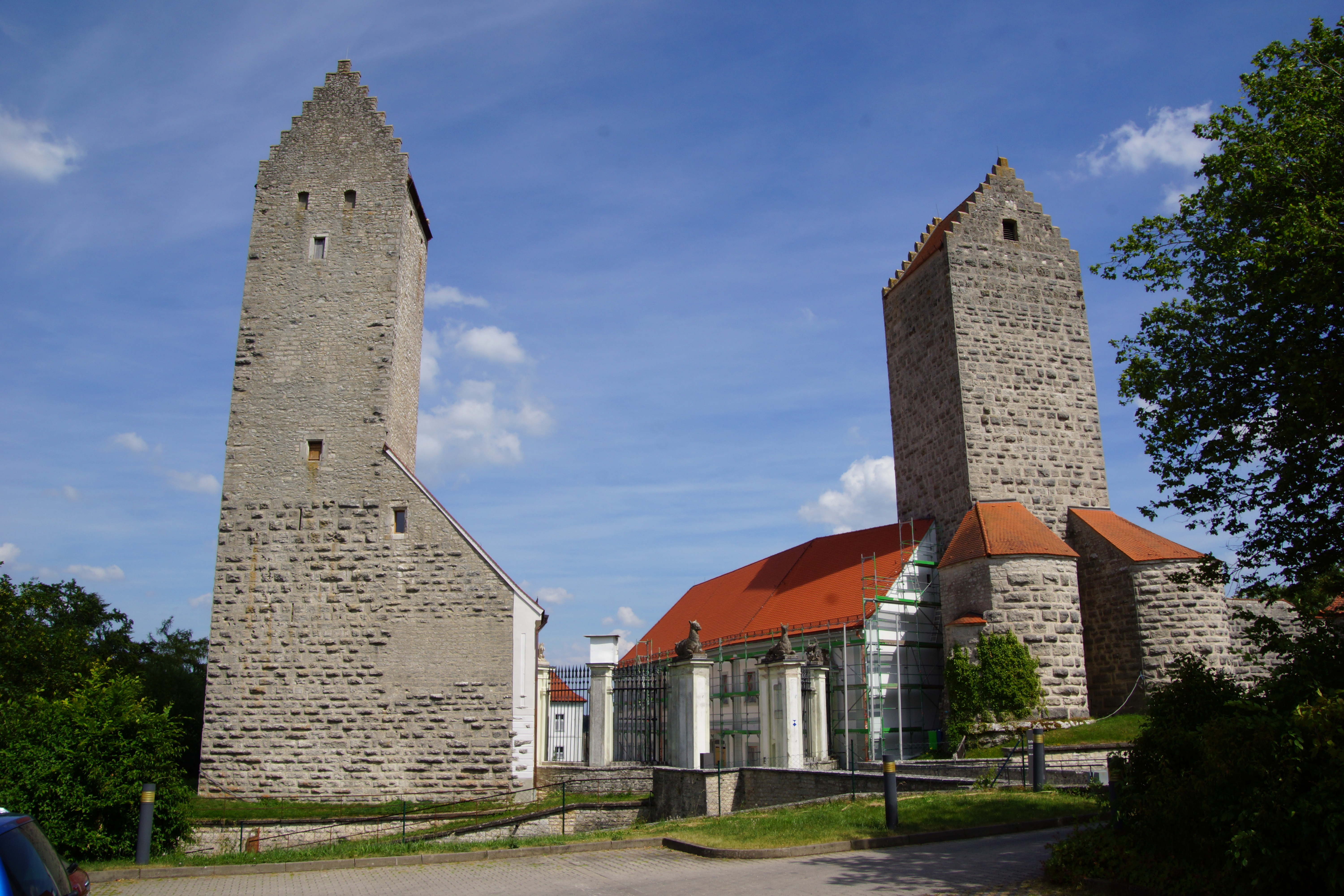
Burg Hirschberg

## Vertreter des Geschlechts
Stammtafel mit Belegen und Kommentierung: Philipp Jedelhauser, Die Regesten der Grafen von Hirschberg, Kempten 2024, S. 216–219.

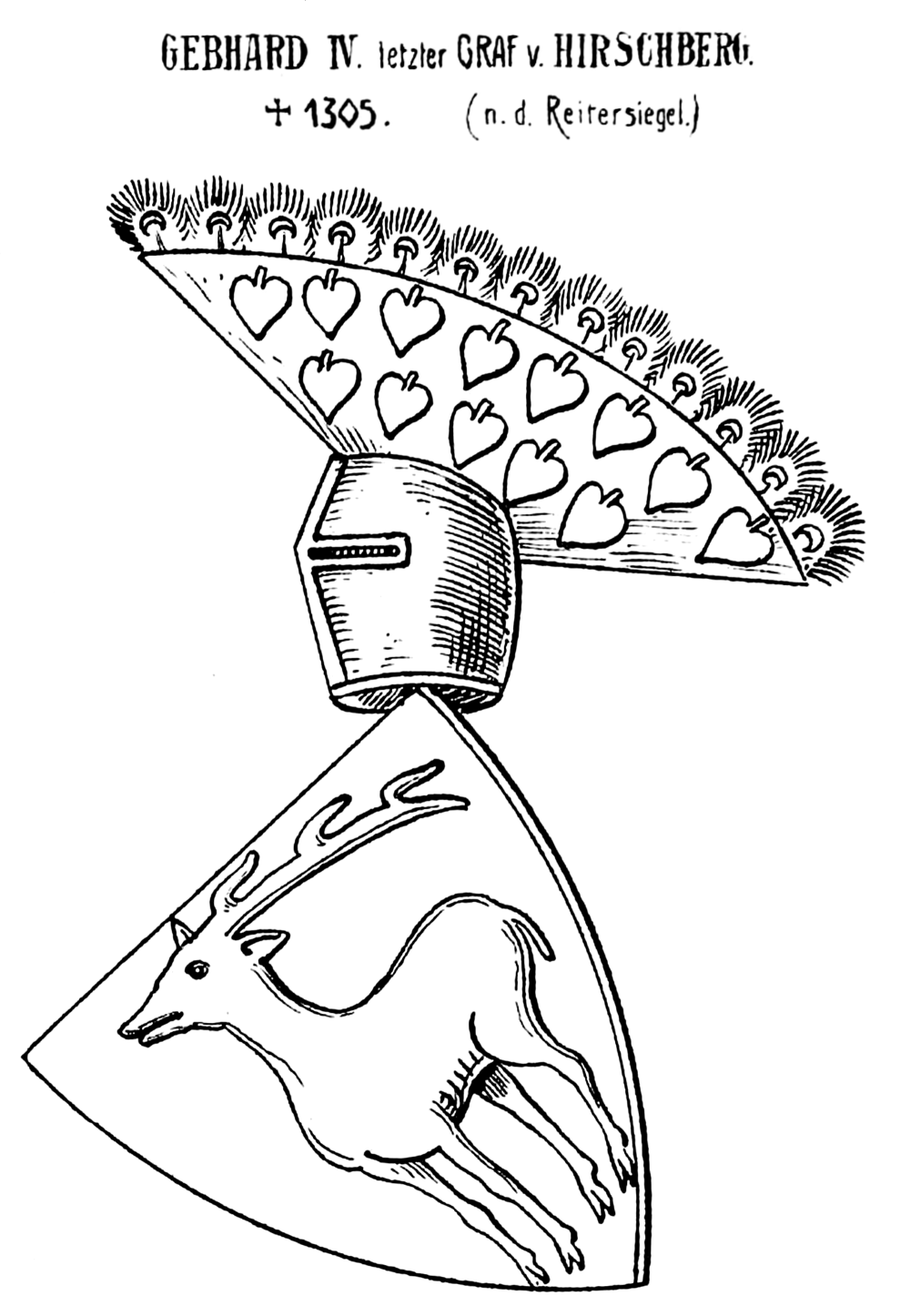
Wappen der Grafen von Hirschberg

Von der später so bezeichneten Grafschaft Hirschberg ist erstmals 1007 die Rede, als König Heinrich II. (der Heilige) den Ort Beilngries (Bilingriez) dem neu gegründeten Bistum Bamberg schenkte. Der Name Hirschberg erscheint erstmals im Jahr 1180 durch die Nennung des Adeligen „Chounradus de Hirzperch“ als Urkundenzeuge.
Die ursprünglichen Herren von Hirschberg (1180, 1194 und 1196 in Urkunden erwähnt) haben nichts mit dem Adelsgeschlecht zu tun, das sich ab 1205 Grafen von Hirschberg nannte. Letztere bauten wohl um diese Zeit ihre dortige Burg anstelle eines Vorgängerbaus, um den eichstättischen Vogteisitz und zugleich den Sitz der Gaugrafschaft besser zu sichern und besser repräsentieren zu können. Zur Erbauungszeit war ein Hartwig aus dem Geschlecht der Grafen von Kreglingen-Tollnstein Bischof von Eichstätt (1196–1223). Er war ein Sohn des Eichstätter Stiftvogts Graf Gerhard I. vom Kreglingen-Tollnstein. Hartwigs älterer Bruder Gebhard nannte sich Graf von Kreglingen-Tollnstein-Hirschberg. Der jüngere Bruder Gerhard trug dagegen den Titel eines Grafen von Sulzbach.
Bereits 1068 ist ein anderer Hartwig als eichstättischer Vogt genannt, der wohl auch der späteren Grafenfamilie angehörte; ob er der Vater von Ernst (I.) war, der 1087 urkundlich erwähnt wird und sich gelegentlich Graf von Ottenburg nannte, ist unsicher. Ernst hatte einen Sohn namens Altmann, der sich um 1098 von Grögling nannte.
Gebhard II., der 1125 bis 1149 Bischof von Eichstätt war, entstammte ebenfalls dem Chregelinger Geschlecht; sein Vater, der eichstättische Vogt Graf Ernst von Chreglingen, nannte sich als Inhaber der Grafschaft um Amper und Glonn auch Graf von Ottenburg. Unter Gebhard II. gründete sein Bruder Ernst (II.) im Jahr 1129 das Benediktinerkloster Plankstetten. Von Gebhard VI. von Hirschberg hat sich ein Siegel an einer Urkunde vom 28. Februar 1253 erhalten: dieses Stammwappen zeigt einen auf dreieckigem Schild stehenden Hirsch. Einige Jahre nach Antritt des Tiroler Erbes seiner ersten Frau Elisabeth (siehe Anm. 4, 10. Nov. 1254) legte sich Graf Gebhard VI. ein Reitersiegel zu, dessen Umschrift übersetzt lautete: „Gebhard von Gottes Gnaden Graf von Hirschberg Vogt von Brixen und Eichstätt“.  1305 starben die Grafen von Hirschberg mit Gebhard VII. aus.
Gerhard IV., der Bruder von Graf Gebhard VI. war einer der wichtigsten Vertreter des Geschlechts. Er machte eine bemerkenswerte Karriere im Deutschen Orden; in der Expansionsphase des Ordens leitete er die Verwaltung des Deutschordensstaats von 1257 bis 1259 als Vizelandmeister von Preußen, da Landmeister Dietrich von Grüningen ständigabwesend war.  1268 war er erster Landkomtur der Deutschordensballei Franken, die sich zur größten und reichsten Ballei im Regnum Teutonicum entwickelte. Von 1272 bis 1279 war ihm schließlich als Deutschmeister das höchste Amt des Ordens im Römisch-Deutschen Reich anvertraut. Gerhard IV. erschien bisher in keiner Genealogie der Grafen von Hirschberg, da nicht ganz sicher war, welchem Hirschberg (über 10 im alten Reich) er zuzuordnen war. Die sicher beweisende Urkunde aus dem Staatsarchiv Augsburg nennt ihn als einstigen Graf von Hirschberg (quondam comitis de Hyrzperc) und wurde erst 2022 als Druck und Übersetzung veröffentlicht.
Dass Bischof Gebhard I. von Eichstätt, der spätere Papst Viktor II. († 1057) diesem Grafengeschlecht entstammte, wie ein wohl aus dem 14. Jahrhundert stammender Nachtrag im Pontifikale Gundekarianum vermeldet, gilt heute als widerlegt. In der älteren Literatur (z. B. auch in der Stammtafel von Tyroller) werden die beiden letzten Gebharde deshalb gelegentlich als Gebhard VII. und VIII. statt mit VI. und VII. gezählt.

## Tiroler Besitz

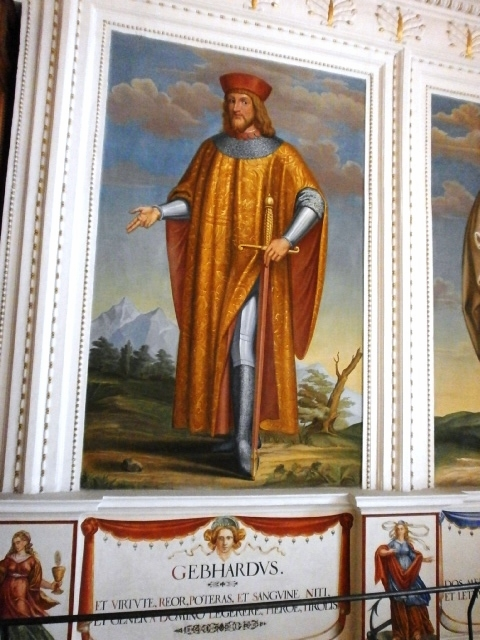
Wandbild im Spanischen Saal auf Schloss Ambras

Graf Albert III. von Tirol hatte keinen männlichen Erben. Durch vorausschauende Vertragspolitik und kluge Verheiratung seiner Töchter Adelheid und Elisabeth von Tirol (*ca. 1220/1222, † 10. Okt. 1256/1257) verhinderte er den Zerfall seiner Herrschaft. Um die Jahreswende 1250 ehelichte Graf Gebhard VI. von Hirschberg Elisabeth von Tirol, die Witwe von Herzog Otto II. von Andechs-Meranien († 19. Juni 1248). Elisabeths Vater, Albert III. von Tirol, hatte die Tiroler Besitzungen des kinderlosen letzten Andechsers übernommen. Nach dem Tod von Graf Albert III. (22. Juli 1253) einigten sich die Ehegatten seiner Töchter Adelheid (Meinhardt III. von Görz) und Elisabeth (Gebhard VI.) mit dem Meraner Schiedsspruch vom 10. Nov. 1254 über die Teilung des Tiroler Erbes. Die Hirschberger erhielten den Besitz im Inntal unterhalb der Perjener Brücke (bei Landeck) mit Innsbruck und das Wipptal bis Sterzing. Graf Gebhard von Hirschberg wird danach in Urkunden wiederholt als „Herr von Tirol“ oder „Herr des Inntals“ genannt. Im spanischen Saal des Schlosses Ambras bei Innsbruck hängt sein Gemälde zwischen den Tiroler Landesfürsten. Gräfin Elisabeth von Hirschberg (Tirol) starb am 10. Oktober 1256, ihre beiden Ehen waren kinderlos.
1258 heiratete Gebhard VI. in 2. Ehe die Herzogin Sofia von Bayern, Schwester der Königinwitwe Elisabeth von Bayern. Letztere war seit Oktober 1259 die Gattin des mächtigen Grafen Meinhard II. von Tirol (Sohn von Elisabeths Schwester Adelheid von Tirol). Meinhard II. erhob Ansprüche auf Teile des Tiroler Nachlasses von Elisabeth (von Tirol-Hirschberg) an Gebhard von Hirschberg. Am 5. Januar 1263 einigte man sich einen Schiedsspruch von Herzog Ludwig II. von Bayern anzuerkennen. Der Großteil von Elisabeths Erbe mit den Brennerübergang fiel mit diesem Schiedsspruch vom 14. Januar an Meinhard II. von Tirol. Gebhard VI. von Hirschberg verblieben die Burgen Schlossberg, Fragenstein, Thaur und Rottenburg mit Zubehör beidseits des Inns sowie die Saline Thaur.
Gebhard VI. starb nach der lateinischen Chronik des Klosters Kastl 1275, nach den vorliegenden Urkunden mit an Sicherheit grenzender Wahrscheinlichkeit aber erst Februar/März 1276. Nach dem frühen Tod seines Erstgeborenen Gerhard (22. Februar 1280) sind der unerfahrene Zweitgeborene Gebhard VII. und seine Mutter Sofia von Hirschberg (-Bayern), fernab der Tiroler Besitzungen, mit den Machtpolitiker Meinhard II. von Tirol konfrontiert. Dieser wandte sich schließlich an König Rudolf (den Schwiegervater von Meinhards Tochter Elisabeth). König Rudolf entschied am 26. Mai 1282 in Ulm, dass Gebhart VII. von Hirschberg gegen 4000 Mark Silber alle seine Tiroler Besitzungen an Meinhard II. abzutreten hatte. Mit Zahlung der letzten Rate dieser Summe am 17. Mai 1284 durch Graf Meinhard II. endete die Geschichte der Hirschberger in Tirol.

## Kampf um das Hirschberger Erbe

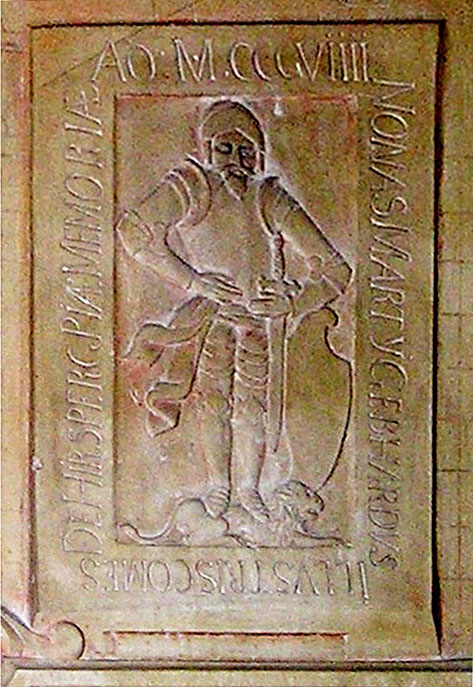
Epitaph für den letzten Hirschberger Grafen Gebhard VII.

Gebhard VII., dieser letzte Graf von Hirschberg, hatte eine Gräfin Sophie von Oettingen zur Frau. Schon zu seinen Lebzeiten, als klar wurde, dass es keine (männlichen) Nachkommen geben werde, gab es Streitigkeiten um das künftige Erbe. Die Mutter Gebhards, Herzogin Sophie von Bayern († 9. August 1289), war die Tante der Herzöge Rudolph I. und Ludwig IV. von Bayern. Wegen dieser Verwandtschaft erhoben die Bayernherzöge  Ansprüche auf Gebhards zukünftige Hinterlassenschaft. Gebhard wollte jedoch das Bistum Eichstätt als Erben und hatte in zwei Testamenten 1291 und 1296 diesbezüglich verfügt. Am 8. September 1304 machte er ein drittes Testament, in dem er ausdrücklich den Bischof von Eichstätt als Erben seiner Grafschaft und den damit zusammenhängenden Besitztümern, darunter die Burg Hirschberg und den Markt Beilngries, einsetzte. Mit Gebhard VII. starben die Hirschberger Grafen am 4. März 1305 im Mannesstamm aus. Er wurde im Augustiner-Chorherrenstift Rebdorf bestattet. Sein Epitaph (Foto rechts) wurde erst in der Barockzeit gefertigt.
Der Kampf um das Erbe, der nun zwischen Bayern und dem Eichstätter Bischof entbrannte, wurde Monate später, am 19. Oktober 1305, durch einen in Gaimersheim geschlossenen Vergleich beendet: Die Grafschaft Hirschberg mit ihren 122 Orten fiel an das Bistum Eichstätt, darunter Hirschberg und Beilngries, Kevenhüll, Kottingwörth, Ottmaring, Sulzkirchen, Erasbach, Raitenbuch und Forchheim, während der Bischof auf einen Großteil des Erbes zugunsten einer gütlichen Einigung mit den Wittelsbachern verzichtete. Die zweite Stammburg Dollnstein kam vorübergehend an die verschwägerten Oettinger.
Zur weiteren Geschichte des Schlosses Hirschberg siehe dort.